# Los legionarios
Los legionarios é um filme mexicano lançado em 7 de agosto de 1958, dirigido por Agustín Delgado e produzido por Roberto Gómez Bolaños.

## Elenco
- María Antonieta Pons - Sheila
- Marco Antonio Campos - Viruta
- Gaspar Henaine - Capulina
- Luis Lomelí - Omar
- Vicky Codina - Farida
- Pedro de Aguillón - Sheik
- Marc Lambert - Sargento
- Jorge Alzaga - Abdulah